# 自动测试设备
自動測試設備（Automatic test equipment）簡稱ATE，是指可以利用自動化技術，針對產品進行快速測試的設備，被測試的產品會稱為被测器件（DUT）。簡單的自動測試設備可能只包括電腦控制的萬用表，也可能是包括許多複雜測試設備（實體或是仿真的电子测试设备），其目的是針對複雜的電子產品進行自動化測器以及故障診斷。自動測試設備也可以測試複雜的電子半導體封裝，或進行晶元測試，待測器件可以是单片系统及集成电路。

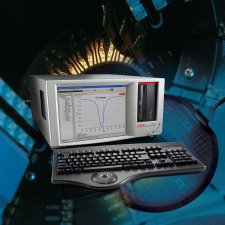
Keithley儀器的4200系列電容電壓量測設備（CVU）

## 自动测试设备的應用場合
自动测试设备常用在電子製造產業中，在電子零件及產品製造完成後進行測試。自动测试设备也常用在航空电子及汽車電子的零組件測試，或是用在雷達或無線通訊的軍事應用中。

### 用在半導體產業
半導體的自动测试设备，可以測試許多的電子零件和系統，從簡單的元件（例如電阻器、电容器和电感元件）到集成电路（IC）、印刷电路板（PCB），甚至組裝好的複雜電子系統。為了這些需求，會使用探針卡來進行測試。ATE系統的目的是要減少驗證特定零件需要的時間，並且在進一步組裝前，提早發現零件的問題。為了降低製造成本並且提高產率（yield），半導體零件需要在組裝後進行測試，避免有缺陷的產品沒檢測到，最後在客戶端故障。

## 組成元件
自动测试设备中會用主控制器（多半是电子计算机）控制信號源及量測儀器。以往ATE系統中會用依客戶需求設計的控制器或是继电器電路。會用機械手臂將被测器件放在自动测试设备上，此一手臂會稱為handler或prober，透過客化的界面測試適配器（Interface Test Adapter，簡稱ITA）轉換ATE的資源給被测器件。

### 工業電腦
自动测试设备中使用的電腦會是工業電腦，是放在機櫃系統上的電腦，有足夠的PCI / PCIe插槽可以連接信號產生裝置或是感測裝置。此工業電腦會是自動測試設備中的控制器。測試應用程式的開發以及測試結果的儲存都會在這個電腦上。大部份現代的ATE都會包括電腦控制的儀器，可以提供物理信號（電壓、電流）或是量測許多的信號。儀器可能包括待測設備的電源（設備電源供應器，device power supplies，DPS）、參數化量測裝置（parametric measurement units，PMU）、任意波形產生器（arbitrary waveform generators，AWG）、類比數位轉換裝置、數位IO以及测试設備電源。測試設備可以針對待測設備進行不同的量測，由工業電腦控制，在適當的時機提供訊號（或是電壓、電流）或進行量測。依照所要求的反應時間，也會考慮使用實時系統來產生訊號以及擷取訊號。

### 大量连接装置
大量连接装置（mass interconnect）是測試儀表（PXI, VXI, LXI, GPIB, SCXI及PCI）和被测器件之間的連接器介面。是自动测试设备和被测器件之間信號輸入輸出的節點。

### 例子：電壓量測
假設要量測特定半導體的電壓，會用自動測試設備中的數位訊號處理（DSP）儀器直接量測電壓，將結果送到電腦進行訊號處理，計算出其電壓值。這個例子可以看出傳統的設備（例如电流表）因為其可量測的數量有限，再加上要進行量測所需要的時間，可能無法用在電動測試設備中。利用數位訊號處理來量測參數的好處是量測時間。假如要計算電子訊號的峰值電壓以及其他參數，需要用一個峰值檢測儀表，再加上量測其他參數的儀表。若使用以數位訊號處理為基礎的儀表，可以針對信訊號取樣，就可以計算其他的參數。

### 測試參數的需求以及測試時間的考量
每一種設備的測試方式可能會有所不同。測試會增加成本，因此低成本的產品很少會進行完整的測試，而醫療設備或是高單價，要求可靠度的設備就會有許多的量測。
是否要測試設備的所有參數，這一方面是考慮設備的機能需求，以及設備的應用場合。例如，設備是用在醫療或是相關安全或生命的產品上，就需要量測許多的參數，其中一些參數還需要有資料佐證。要量測多少參數的決策本身很複雜，需考慮成本以及產能。若設備是複雜的數位設備，有上千個邏輯閘，需考慮測試故障的覆蓋率。決策需以測試的經濟效益來考量，包括測試頻率，設備IO的數量和種類，設備的機能需求，設備的應用場合等因素。

## Handler、晶圓測試器及測試轉接器
自动测试设备可以用來測試已封裝的積體電路，或是直接針對晶圓進行測試。測試積體電路會用Handler將器件放在客製的界面板（界面測試轉接器，Interface Test Adapter）上，而測試晶圓會利用高精度的晶圓測試器（prober）直接測試。
自动测试系統若要測試積體電路，會有一個自動化的定位系統（稱為handler），此系統將待測器件放在界面測試轉接器（Interface Test Adapter，ITA）上，以便讓系統進行量測。界面測試轉接器有可能只是單純將自动测试系統以及待測器件的電路連接在一起，但也有可能其中有額外電路進行信號轉換，也有機構來固定待測器件。最後會有电子连接器連接界面測試轉接器以及自动测试系統。此连接器需要承受生產線的嚴格要求，因此常會需要更換。
測試晶元的自动测试系統會使用晶元測試器（Prober），靠近晶元並且進行測試。
要加快測試速度的一個方式是一次測試多個器件。若ATE有用到多個設備，而且是每個設備輪流使用，就可以用多站的方式進行測試。某個設備測試這個器件時，由其他的設備測試其他的器件。

## 自動測試設備的程式開發
ATE電腦會用現代的程式語言（例如C语言、C++、Java、Python、LabVIEW或Smalltalk）再加上一些額外的指令來控制ATE設備，使用的应用程序接口（API）可能是標準的，也可能是某廠商專用的。也可能會用到一些特定的程式語言，例如ALTAS。自動化測試設備可也可能透過測試執行引擎進行自動化，例如國家儀器的TestStand軟體。
有時會用ATPG來設計測試的流程。

## 測試資料輸出（STDF）
許多半導體產業使用的自動測試系統會輸出標準測試資料格式（STDF）的檔案。

## 診斷
自動測試設備的診斷機能是指識別出哪一個元件故障的功能。自動測試設備的測試會進行二個基本的功能。第一個是確認被測器件是否有正常工作，第二個是當被測器件沒有正常工作時，診斷其原因。診斷可能是最困難而且最花時間的部份。對ATE來說，可能會將失效縮減到器件的某一區或是某幾區的元件。若要再進一步改善診斷，可以加入類比指紋分析測試。診斷常用飛針測試來進行。

## 測試設備切換
在測試系統中加入高速的切換系統可以在多個設備的測試時更快，更省成本，也可以減少錯誤以及成本。設計測試系統的切換組態需要瞭解要切換的設備，以及要進行的測試，也要知道切換設備的硬體資訊。

## 平台
目前有許多模組化的電子儀器平台，常用在建立自動化的電子測試和量測系統上。這些系統常用在進料檢測、品質保證，或是電子產品半成品或成品的生產測試。工業標準的通訊介面會連結信號源以及量測設備，設備可能是在機櫃系統，或是在機箱或大型機的系統，由外部電腦上執行的客製化軟體所控制。
平台的通訊介面有分為GPIB/IEEE-488、LXI、VXI、PXI、USB、RS-232等介面。

### GPIB/IEEE-488
通用接口匯流排（The General Purpose Interface Bus）是為了讓感測器和可程式化設備可以和電腦通訊，由电气电子工程师学会定義的標準並列介面，其標準為IEEE-488。GPIB是數位8位元的並列通訊介面，其資料傳輸率可以超過8 Mbytes/s，可以用菊花鏈拓撲的方式，最多連接14個設備到控制器，用的是24-pin連接器。這是儀表上最常用的I/O介面，也是特別為儀器控制應用所設計的介面。IEEE-488規範將此匯流排標準化，也定義其電子、機構以及功能上的規格，也定義了基本的軟體通訊規則。GPIB最適合用在工業環境，需要穩定儀表連線的應用中。
原始的GPIB標準是由HP在1960年代末所開發，目的是要控制HP製造的可程式化設備。數位控制器以及可程式化測試設備的導入，產生了需要在不同廠商的設備以及控制器之間的標準高速通訊介面的需求。IEEE在1975年發佈了ANSI/IEEE標準488–1975, IEEE Standard Digital Interface for Programmable Instrumentation，其中包括了介面系統的電氣、機構及機能規格。此標準在1978年（IEEE-488.1）和1990年（IEEE-488.2）改版，IEEE 488.2規格包括了SCPI（可程式儀器標準命令），其中定義了各儀表分類需要遵守的特定指令。SCPI確保儀表的相容性，也可以彼此設定組態。
IEEE-488因為容易使用，大部份的可程式化儀表以及信號源也支援，已流行很長的時間。不過在大型系統中，有以下的限制。
- Driver fanout能力受限，只能連接14個設備以及一個控制器。
- 線長限制各設備之間的距離需小於二公尺，線長全長不得超過20公尺，因此若是分散在一個房間內的系統，或是需要遠端量測的系統，都會有問題。
- Primary addresses限制網路上只能有30個設備。IEEE-488還有secondary address，但現今的設備很少使用[4]。

### LXI
LXI（LAN eXtensions for Instrumentation）是將乙太網擴展到儀器的標準，定義了使用乙太網的儀器以及資料擷取系統的通訊協定。這類的系統是以小的模組化儀器為基礎，使用低成本，開放性的網路（乙太網）。LXI相容的儀器有模組化儀器在體積和整合上的優勢，沒有卡片機架架構的成本以及外形因素的限制。因為使用乙太網通訊，LXI標準的封包比較可變，有高速I//O，使用的網路可以用在商業、工業、航太以及軍用。每一個LXI相容的儀器都會提供可互換虛擬儀器（Interchangeable Virtual Instrument，IVI）驅動程式以簡化和非LXI設備的通訊，因此LXI相容設備可以和其他設備（例如使用GPIB、VXI、PXI介面的設備）通訊，簡化混合式系統組態的建構以及運作。
有些LXI儀器會支援腳本指令（scripting），會使用嵌入式的測試腳本處理器來規劃測試以及量測的應用。以腳本為基礎的儀器其架構較靈活，可以提昇性能，在許多的應用上成本也比較低。腳本可以增強LXI儀器的便利性。LXI也提供開啟腳本的功能。目前LXI的標準沒有要求儀器要可以程式化，也沒有要求要支援腳本，但LXI規格中的一些功能預期有可程式化的儀器，也提供強化LXI相容設備腳本能力的一些實用功能。

### VXI
VXI（VME eXtensions for Instrumentation）網路是以VMEbus為基礎，用在自動化測試上的開放標準平台。VXI在1987年開始導入，有Eurocard的外形因素，加上了觸發線、區域網路，以及適用在量測應用上的一些功能。VXI系統是以最多13個插槽的大型主機或機箱為基礎，上面可以安裝不同的VXI儀器模組。機箱也會提供電源，並且處理機箱及其中模組的散熱功能。VXI網路模組一般高度會是6U（六個机架单位）。

### PXI
PXI（PCI eXtensions for Instrumentation）是特別用在資料擷取以及實時控制系統的週邊網路。PXI是在1997年導入,使用CompactPCI 3U或6U的外型因素，加上了觸發線、區域網路，以及適用在量測應用上的一些功能。PXI的硬體規格和軟體規格是由PXI系統聯盟（PXI Systems Alliance）開發及維護。全世界有超過50家廠商在開發PXI的硬體。

### USB
USB是連接電腦和其週邊（例如鍵盤、滑鼠等）的網路，有隨插即用的特性，一個埠最多可以處理127個設備，理論最高速度是480 Mbit/s（USB 2.0規格中定義的高速USB）。因為USB埠已是電腦的標準功能，也常用來取代傳統的串列通訊介面。不過在工業測試和量測系統的應用還不多，原因如下：USB纜線不是工業等級的，對雜訊很敏感，可能會不小心將USB線和設備（或電腦）斷線，而且控制器和設備的最大距離只有30公尺。USB常用在實驗室，較不要求穩定連線的應用。

### RS-232
RS-232是串列通訊的規格，常用在分析以及科學儀器上，也用來控制電腦週邊設備（例如印表機）。RS-232和GPIB不同，透過RS-232介面，一次只能連結一個設備。RS-232的速度也比較慢，資料率一般小於20 kbytes/s。RS-232最適用在實驗室較慢，較不要求穩定連線的應用。其電源是±24 V。

### JTAG/邊界掃描
JTAG/邊界掃描（IEEE Std 1149.1）可以用做是PCB層級或是系統層級的介面網路，目的是控制IC的針腳，有助於進行互連測試，也可以做邏輯器件或是器件群的功能叢集測試。也可以用來作為儀表的控制介面，這個功能可以嵌入在IC內（例如IEEE 1687），或是放在儀表中，是外部可控測試系統的一部份。

### 測試腳本處理器以及通道擴展網路
最近發展的測試系統平台，有些的儀器會有儀器內的測試腳本（test script）處理器以及高速網路。此架構下，「主站」儀器執行測試腳本（小型的程式），控制測試系統中許多「從站」儀器的運作，這些儀器透過高速以LAN為基礎的觸發同步機制，以及各單元之間的通訊網路來進行。利用腳本程式可以協調一連串的動作。
此作法在小資料量傳輸時的效果最好，這也是測試和量測應用程式的特點。可以用100Mbit/s的資料傳送率，以及非常少的網路負載，在實際應用上比GPIB和100BaseT乙太網要快很多。
此平台的優點是所有相連接的儀器可以表現的像一個緊密整合的多通路系統，使用者可以調整其測試系統，以節省成本的方式提供需要的通道數量。以此方式架構的系統可以是獨自的量測及自動化系統，由主站單元控制資料來源、量測、測試通過或不通過的判斷、測試程序的流程控制、以及組件的handler或prober。支援專門的觸發線，表示不需要額外的觸發接線，就可以透過測試腳本處理器以及高速網路達到多個設備的同步運作。

## 外部連結
- System Integration of an Open-Architecture Test System by Yuhai Ma, Advantest America Inc. (July 2006)
- ATE automatic testing basics （页面存档备份，存于）.
- Impact of Cable Losses – application note defines and details the sources for cable loss in automatic tester systems (ATE).
- GPIB 101A Tutorial About the GPIB Bus ICS Electronics (retrieved December 29, 2009).
- List of books covering automatic test systems and applications (retrieved July 20, 2011).